# Dafna Dekel
Dafna Dekel (Ashdod, Israel; 7 de mayo de 1966) es una cantante israelí. Fue descubierta cuando servía en el ejército israelí como cantante en el grupo de Nachal a entre de 1985 y 1986. Representó a su país en el Festival de la Canción de Eurovisión 1992.

## Eurovisión
Dafna participó en el Kdam, la preselección israelí para el Festival de Eurovisión en 1992 con el tema "Ze Rak Sport" Con el que consiguió la victoria y el derecho de representar al país en el Festival de la Canción de Eurovisión 1992, en Malmö, Suecia. En el festival, Dafna actuó en tercera posición y finalmente consiguió 85 puntos y el 6º lugar. Siete años más tarde, en 1999, presentó ese mismo festival, celebrado en Jerusalén, Israel.